# Aubrey Kempner
Aubrey John Kempner (ur. 22 września 1880 w Wielkim Londynie, zm. 18 listopada 1973 w Boulder) – brytyjski matematyk pracujący także na terenie Stanów Zjednoczonych. Znany głównie z pojęć: funkcja Kempnera oraz szereg Kempnera (szereg Kempnera jest to szereg subharmoniczny zbieżny powstały poprzez usunięcie z szeregu harmonicznego elementów zawierających cyfrę 9).

## Życiorys
Kempner doktoryzował się w roku 1911 pod kierunkiem Edmunda Landaua na Uniwersytecie w Getyndze na podstawie pracy Problem Waringa i niektóre jego uogólnienia (w oryginale: Über das Waringsche Problem und einige Verallgemeinerungen). Następnie przeniósł swoją działalność do Stanów Zjednoczonych wykładając na Uniwersytecie Illinois. Od 1925 roku kierował wydziałem matematyki na Uniwersytecie Kolorado. W 1949 roku przeszedł na emeryturę.
Kempner był także aktywne w dziedzinie algebry (równania wielomianowe). W latach 1937–1938 prezydent Amerykańskiego Stowarzyszenia Matematycznego (Mathematical Association of America).

## Publikacje
- On transcendental numbers – Trans. Amer. Math. Soc.- 1916 – volume 17 – str 476–482
- On the complex roots of algebraic equations – Bull. Amer. Math. Soc. – 1935 – volume 41 – str 809–843
- Paradoxes and common sense – 1959 – wydawca – Van Nostrand – pamphlet; 22 strony